# Al Qahtania
Al Qahtania (en árabe: ٱلْقَحْطَانِيَّة‎, romanizado: al-Qaḥṭānīa; en kurdo: Tirbespî or Tirbê Spîyê; en siríaco: ܩܒܪ̈ܐ ܚܘܪ̈ܐ, romanizado: Qabre Ḥewore), antiguamente Qubur al-Bid es una ciudad en el nordeste de Siria en la gobernación de Hasaka. Es el centro administrativo del subdistrito de Al Qahtania, en el que se encuentran ciento tres localidades. Históricamente una ciudad asiria, en el censo de 2004 contaba con 16 946 habitantes.

## Etimología
Al Qahtania se denominaba oficialmente Qbor el-Bid hasta 1962. Este nombre deriva de las palabras arameas «Qabre» (tumbas) y «Hewore» (blanca), es decir «tumbas blancas».

## Demografía
La mayoría de los habitantes de la ciudad son kurdos 60%, seguidos por asirios 25% y arameos 15%.